# Гаракан
Гаракан (перс. گركان) — село в Ірані, у дегестані Гаракан, в Центральному бахші, шахрестані Аштіан остану Марказі. За даними перепису 2006 року, його населення становило 799 осіб, що проживали у складі 245 сімей.

## Клімат
Середня річна температура становить 10,42°C, середня максимальна – 29,16°C, а середня мінімальна – -10,12°C. Середня річна кількість опадів – 233 мм.
| Клімат поселення                              | Клімат поселення | Клімат поселення | Клімат поселення | Клімат поселення | Клімат поселення | Клімат поселення | Клімат поселення | Клімат поселення | Клімат поселення | Клімат поселення | Клімат поселення | Клімат поселення | Клімат поселення |
| Показник                                      | Січ.             | Лют.             | Бер.             | Квіт.            | Трав.            | Черв.            | Лип.             | Серп.            | Вер.             | Жовт.            | Лист.            | Груд.            |                  |
| Середній максимум, °C                         | 5,04             | 5,98             | 9,97             | 16,36            | 21,64            | 27,19            | 29,16            | 28,98            | 24,75            | 18,25            | 11,59            | 6,37             |                  |
| Середня температура, °C                       | −2,54            | −1,6             | 2,39             | 8,79             | 14,05            | 19,62            | 23,36            | 23,20            | 18,96            | 12,46            | 5,82             | 0,58             |                  |
| Середній мінімум, °C                          | −10,12           | −9,2             | −5,2             | 1,20             | 6,48             | 12,04            | 17,58            | 17,41            | 13,18            | 6,68             | 0,03             | −5,2             |                  |
| Норма опадів, мм                              | 32               | 33               | 44               | 33               | 29               | 4                | 1                | 1                | 0                | 8                | 19               | 29               |                  |
| Середньомісячна швидкість вітру, м/с          | 1.54             | 2.42             | 2.72             | 2.72             | 2.40             | 2.19             | 2.15             | 2.09             | 2.04             | 1.98             | 1.77             | 1.60             |                  |
| Середньомісячна сонячна радіація, кДж/м²·день | 9208             | 12182            | 14963            | 18366            | 22303            | 26842            | 26053            | 24070            | 20973            | 15507            | 11057            | 8935             |                  |
| --------------------------------------------- | ---------------- | ---------------- | ---------------- | ---------------- | ---------------- | ---------------- | ---------------- | ---------------- | ---------------- | ---------------- | ---------------- | ---------------- | ---------------- |
| Джерело:                                      |                  |                  |                  |                  |                  |                  |                  |                  |                  |                  |                  |                  |                  |